# Kanonierki typu İntibah
Kanonierki typu İntibah – typ trzech wczesnych kanonierek parowych marynarki Imperium Osmańskiego, z drugiej połowy XIX w. Okręty te służyły podczas wojen rosyjsko-tureckiej (1877–1878), w czasie której okręt prototypowy tego typu został, jako pierwsza jednostka w historii, zatopiona samobieżną torpedą Whiteheada.
Okręty zamówiono w 1865 roku i w tym samym roku położono stępkę pod dwa z nich; rok później pierwsze dwa okręty zostały zwodowane i przyjęte do służby (trzeci z rocznym opóźnieniem). Miały drewniane kadłuby o długości 40,4 m, szerokości 6,7 m i zanurzeniu 3,2 m. Okręty wyposażone były w jedną, jednocylindrową maszynę parową, która napędzała jedną śrubę; parę dostarczał pojedynczy kocioł. Zapas węgla wynosił 20 ton; kanonierki miały też w pełne ożaglowanie typu szkuner. Na próbach rozwijały prędkość 12 węzłów, ale w latach 1880. osiągały tylko 8 w.
Pierwotne uzbrojenie składało się z czterech dział osiemnastofuntowych. W 1877 roku przezbrojono je w dwie armaty kal. 100 mm i jedną 57 mm, a w 1880 roku ponownie, w cztery działa 76 mm QF Kruppa i 2 działka szybkostrzelne Hotchkissa.
W skład typu wchodziły trzy okręty:
- „İntibah” – stępkę położono w 1866 roku, zwodowano, przeprowadzono próby i przyjęto do służby rok później[1]. W czasie wojny rosyjsko-tureckiej, 15 stycznia 1878 roku (26 stycznia[2] starego porządku) został trafiony torpedami kutrów „Czesme” i „Sinope” i zatopiony, jako pierwsza ofiara torpedy samobieżnej[3]. Wystrzelone z dystansu poniżej 85 metrów torpedy doszczętnie zniszczyły niewielką jednostkę, pełniącą wówczas służbę dozorową na redzie Batumi[4]. Na okręcie zginęło 23 członków załogi[1].
- „Müjderesan” – budowę rozpoczęto w 1865 roku, w 1866 okręt zwodowano i po próbach przyjęto do służby. W latach 1888–1889 został wyremontowany w macierzystej stoczni, a następnie rozpoczął służbę w Basrze, gdzie w 1908 roku został wycofany ze służby i sprzedany w celu rozbiórki[1].
- „Ziver-i Deriya” – zwodowana, przetestowana i przyjęta do służby w 1866, którą pełniła aż do wycofania w 1909 roku[1].